# Aulularia (Plautus)
Aulularia (De pot met goud) is een blijspel van de Latijnse dichter Titus Maccius Plautus. Het slot van de Aulularia is niet overgeleverd, maar op grond van de samenvattingen, de proloog en een aantal fragmenten kan de afloop gereconstrueerd worden. In de Renaissance schreven verscheidene humanisten aanvullingen bij de Aulularia. Onder hen was de Nederlandse humanist Maarten van Dorp. In 1616 schreef Pieter Cornelisz. Hooft de "Warenar", een bewerking van Plautus' Aulularia.

## Samenvatting
Door het vinden van een pot met goud ondergaat de hoofdfiguur Euclio een grondige verandering in zijn persoon en zijn leefwereld, en gedraagt zich voortaan als een rijke vrek die rust noch duur kent. In zijn ogen heeft iedereen het op zijn schat gemunt. Door een handige slaaf wordt hem de pot toch afhandig gemaakt. Ten slotte stemt Euclio toe in een huwelijk van zijn dochter Phaedria met een jonge buurman die hem de pot met goud heeft terugbezorgd.

## Bewerkingen
Een van de eerste bewerkingen van de Aulularia is Giovanni Battista Gelli's La Sporta ('Het mandje'), dat in 1543 in Florence werd uitgegeven. De Kroatische bewerking van Marin Držić was getiteld Skup ('Vrek', 1555) en speelt zich af in Dubrovnik. Ben Jonson gebruikte elementen uit de Aululariia in een van zijn vroegere komedies The Case is Altered (1597, gedrukt in 1609) en in The Devil is an Ass (opgevoerd in 1616). Rond dezelfde tijd gebruikte de Deen Hieronymus Justesen Ranch (1539–1607) Plautus'  blijspel als basis voor zijn toneelstuk Karrig Nidding ('De gierige schurk').
In 1616 schreef Pieter Cornelisz. Hooft het blijspel "Warenar", dat op 24 september 1617 voor het eerst werd opgevoerd bij de opening van de Eerste Nederduytsche Academie. Het is gebaseerd op Aulularia en was een vrij succesvol werk. Het is een "moderne" versie van Aulularia, maar behalve de "modernisering" is er ook aan de verhaallijn gesleuteld.
In 1629 publiceerde de Duitse dichter Joannes Burmeister een Neolatijnse bewerking van de Aulularia waarin hij het verhaal van Rachab en Achan uit het Bijbelboek Jozua dramatiseert. Molière's Franse bewerking uit 1688, getiteld L'Avare, was zeer succesvol en diende voortaan als model voor latere bewerkingen in plaats van Plautus' Aulularia.

## Aanvullingen
Bij de Aulularia zijn verschillende aanvullingen geschreven. Drie laat-15e-eeuwse aanvullingen van Italiaanse bodem, door een anonieme auteur en door de humanisten Antonio Urceo en Ermolao Barbaro. In 1508 schreef Maarten van Dorp een supplement bij Plautus' blijspel. Rond 1600 schreef Georg Reimann (1570-1615) uit Głubczyce een Aulularia-supplement en in 1887 hebben studenten uit Melbourne nog een Aulularia met eigen aanvulling gespeeld.